# Attiya Inayatullah
Attiya Inayatullah cuenta con un doctorado en Demografía y ha estado vinculada a lo largo de toda su vida con la Asociación de Planificación Familiar de Pakistán. Tiene prestigio internacional en el campo de la planificación de la población. Forma parte del Comité Ejecutivo de la UNESCO y es miembro principal de la Federación Internacional de Planificación Familiar.
Attiya Inayatullah fue asesora sobre Bienestar de Población del Presidente General de la República Islámica de Pakistán Muhammad Zia-ul-Haq al inicio de los años 80. En las elecciones sin partidos de 1985 fue elegida miembro  de la Asamblea Nacional y más tarde se vinculó a la Liga Musulmana de Pakistán. Sirvió en el gabinete de Primer ministro Muhammad Khan Junejo como Ministro para el Bienestar de Población de Pakistán. En 1988 fue elegida de nuevo como miembro de la Asamblea Nacional.
Tras la toma del poder militar por el General Pervez Musharraf en 1999, fue una  de cuatro miembros civiles del Consejo de Seguridad Nacional de Pakistán en 1999 y 2000, cuando el Consejo era el órgano máximo de gobierno en Pakistán. Desde 2000, fue la ministra del Ministro de Desarrollo de las Mujeres, Bienestar Social y Educación Especial, desarrollando la ley contra la violencia de género para el país. Es actualmente miembro de la Asamblea Nacional.
El 5 de julio de 2002,  dio una cheque de compensación por importe de 500.000 rupias (8.200 dólares de EE. UU.) en nombre del Gobierno de Pakistán a la víctima de violación en grupo, Mukhtaran Mai.
En 2007 fue reelegida por unanimidad como presidenta de la Comisión de Cultura de la Asamblea Nacional. En 2011 fue asesora del comité de Derechos Humanos de la Asamblea Nacional, presidido por Riaz Fatyana, para el estudio sobre la venta ilegal de órganos humanos en Pakistán.
Inayatullah está casada con Inayatullah, que es miembro retirado  del Servicio Civil de Pakistán (CSP) y fue anteriormente embajador en Nepal y Presidente de LAMEC.